# Le Roman d'une reine
Pour plus de détails, voir Fiche technique et Distribution.
Le Roman d'une reine (titre original : Rupert of Hentzau) est un  film muet américain perdu, réalisé par Victor Heerman, sorti en 1923.
Il s'agit d'une adaptation du roman Rupert of Hentzau d'Anthony Hope paru en 1898, qui est la suite du Prisonnier de Zenda,.

## Fiche technique
- Titre original : Rupert of Hentzau
- Réalisation : Victor Heerman
- Scénario : Edward J. Montagne d'après un roman de Anthony Hope
- Producteur : 	John C. Flinn
- Production : Selznick Pictures Corporation
- Distributeur : Compagnie Vitagraph de France
- Photographie : Glen MacWilliams, Harry Thorpe
- Costumes : Walter J. Israel
- Durée : 90 minutes (9 bobines)
- Date de sortie :  
  - États-Unis : 8 juillet 1923

## Distribution
- Elaine Hammerstein : la Reine Flavia
- Lew Cody : Rupert of Hentzau
- Bert Lytell : le Roi de Ruritania / Rudolph Rassendyll
- Claire Windsor : la Comtesse Helga
- Hobart Bosworth : Colonel Sapt
- Bryant Washburn : le Comte Fritz
- Marjorie Daw : Rosa Holf
- Mitchell Lewis : Bauer
- Adolphe Jean Menjou : le Comte Rischenheim
- Elmo Lincoln : Simon
- Irving Cummings : Von Bernenstein
- Josephine Crowell : la mère de Rosa
- Nigel De Brulier : Herbert
- Gertrude Astor : Paula

## Conservation
En l'absence de copie du film dans aucune archive cinématographique, il s'agit d'un film perdu.